# Wardrobing
Wardrobing is een neologisme voor het kopen van een product en het na gebruik weer naar de winkel terug brengen om het aankoopbedrag retour te vragen. Het wordt vaak gedaan met dure kleding waar de naam ('wardrobe' is Engels voor garderobe) ook vandaan komt.
Uit Brits onderzoek zou blijken dat een zesde van de vrouwen zich aan 'wardrobing' schuldig zou maken. Een Nederlandse enquête kwam uit op een lager percentage van zes procent.
De Amerikaanse winkelketen Bloomingdale's plaatst om wardrobing tegen te gaan opvallende plastic labels op kleding en weigert geld te retourneren als de labels van de kleding verwijderd zijn.

## Voorbeeld
Een van de bekendste voorbeelden van wardrobing is de film My Date With Drew uit 2004 van Brian Herzlinger, die geheel met een via wardrobing geretourneerde videocamera is gefilmd. De filmmaker kocht de camera bij (het in 2009 failliet gegane) Circuit City, maakte er dertig dagen gebruik van om zijn film te maken, en bracht de camera toen terug tegen volledige restitutie onder de "30-Day Return Policy" van Circuit City. Naar aanleiding hiervan introduceerde het bedrijf een 'restocking fee' (heropslagkosten), die in het vervolg in mindering werd genomen op restituties.